# 뮬란: 전사의 귀환
뮬란: 전사의 귀환(花木蘭, Mulan)은 중국에서 제작된 마초성 감독의 2009년 액션, 드라마 영화이다. 자오웨이 등이 주연으로 출연하였고 마초성 등이 제작에 참여하였다.

## 출연

### 주연투니버스
- 자오웨이/박지윤
- 천쿤/장경희
- 방조명/신용우
- 비타스/제이홉
- 후준/이정구
- 유우흔/정유미 (성우)

### 조연
- 서교/김민정
- 니키 리
- 우영광

## 제작진
- 프로듀서: 송광성
- 미술: 여가안
- 무술연출: 동위

## 같이 보기
- 화목란
- 뮬란 (2020년 영화)